# Cysteochila
Cysteochila is een geslacht van wantsen uit de familie van de Tingidae (Netwantsen). Het geslacht werd voor het eerst wetenschappelijk beschreven door Carl Stål in 1873.

## Soorten
Het genus bevat de volgende soorten:

- Cysteochila abetti Schouteden
- Cysteochila ablusa Drake, 1948
- Cysteochila abundans Drake & Poor, 1937
- Cysteochila abundantis Drake & Poor, 1937
- Cysteochila aei Drake, 1963
- Cysteochila aletheia Drake & Ruhoff, 1962
- Cysteochila angulipennis Horváth
- Cysteochila angustata Duarte Rodrigues, 1982
- Cysteochila annandalei (Distant, 1909)
- Cysteochila apheles Drake, 1963
- Cysteochila arabica Péricart, 1979
- Cysteochila aspera Drake & Poor, 1941
- Cysteochila austroafricana Duarte Rodrigues, 1982
- Cysteochila bakeri Drake & Poor, 1937
- Cysteochila barombiana Duarte Rodrigues, 1982
- Cysteochila basilewskyi Schouteden
- Cysteochila bassoni Deckert & Göllner-Scheiding, 2006
- Cysteochila biinflata Péricart, 1979
- Cysteochila biseriata Schouteden, 1916
- Cysteochila bredoi Schouteden, 1953
- Cysteochila brunnea Hacker, 1928
- Cysteochila burgeoni Schouteden, 1953
- Cysteochila caffra Stål
- Cysteochila capensis Duarte Rodrigues, 1982
- Cysteochila chara Drake & Ruhoff, 1965
- Cysteochila chiniana Drake, 1942
- Cysteochila collarti Schouteden, 1953
- Cysteochila concava Duarte Rodrigues, 1982
- Cysteochila conchata Duarte Rodrigues, 1982
- Cysteochila consanguinea (Distant, 1909)
- Cysteochila constans (Drake, 1927)
- Cysteochila constantis (Drake, 1927)
- Cysteochila consueta Drake, 1948
- Cysteochila copal Guilbert & Heiss, 2016
- Cysteochila couturieri Duarte Rodrigues, 1982
- Cysteochila cracens Drake, 1954
- Cysteochila cracentis Drake, 1954
- Cysteochila cremeri Drake, 1955
- Cysteochila cubans Guilbert, 2002
- Cysteochila cybele Drake, 1963
- Cysteochila delineata (Distant, 1909)
- Cysteochila dikoana Drake, 1954
- Cysteochila emmelia Drake, 1960
- Cysteochila endeca Drake, 1954
- Cysteochila endroedyyoungai Duarte Rodrigues, 1983
- Cysteochila epelys Drake, 1963
- Cysteochila eumepes Drake & Ruhoff, 1965
- Cysteochila euphues Drake & Ruhoff, 1962
- Cysteochila euthenia Drake & Ruhoff, 1965
- Cysteochila exigua Drake, 1957
- Cysteochila expleta Drake & Maa, 1954
- Cysteochila faceta Drake, 1958
- Cysteochila fieberi (Scott, 1874)
- Cysteochila garambana Duarte Rodrigues, 1982
- Cysteochila ghesquierei Schouteden, 1953
- Cysteochila gibbula (Horváth, 1912)
- Cysteochila gyphostemmae Duarte Rodrigues, 1982
- Cysteochila hackeri Drake, 1939
- Cysteochila humeralis (Distant, 1909)
- Cysteochila humerella Drake, 1958
- Cysteochila humi Duarte Rodrigues, 1982
- Cysteochila idonea Drake, 1956
- Cysteochila impressa Horváth, 1910
- Cysteochila incolana Drake, 1956
- Cysteochila inokuensis Schouteden
- Cysteochila ituriensis Schouteden, 1953
- Cysteochila jacobsoni (Blöte, 1945)
- Cysteochila javensis Drake & Poor, 1937
- Cysteochila jimmina Drake, 1960
- Cysteochila josephinae (Schouteden, 1923)
- Cysteochila kagoroana Duarte Rodrigues, 1982
- Cysteochila kalongensis Duarte Rodrigues, 1982
- Cysteochila katangae Schouteden
- Cysteochila kintambo Schouteden, 1953
- Cysteochila kraussi Guilbert, 2001
- Cysteochila lecta Drake & Poor, 1937
- Cysteochila lemuriensis Duarte Rodrigues, 1992
- Cysteochila lineata Duarte Rodrigues, 1982
- Cysteochila lita Drake, 1960
- Cysteochila lueboensis Schouteden, 1953
- Cysteochila luzona Drake & Maa, 1955
- Cysteochila madagascariensis Duarte Rodrigues, 1992
- Cysteochila malaisaei Drake & Ruhoff, 1962
- Cysteochila malayana Drake, 1956
- Cysteochila manselli Duarte Rodrigues, 1982
- Cysteochila maynei Schouteden, 1916
- Cysteochila michelana Duarte Rodrigues, 1982
- Cysteochila missimensis Guilbert, 2006
- Cysteochila mokuensis Schouteden, 1953
- Cysteochila mokwana Duarte Rodrigues, 1982
- Cysteochila monstrosa (Scott, 1874)
- Cysteochila muluana (Drake, 1954)
- Cysteochila munda Drake, 1954
- Cysteochila natalensis (Stål, 1855)
- Cysteochila natalensis (St▒l, 1855)
- Cysteochila nativa Drake, 1960
- Cysteochila nervosana Drake, 1956
- Cysteochila nigeriana Duarte Rodrigues, 1982
- Cysteochila nigriceps (Signoret, 1861)
- Cysteochila nimia Drake & Ruhoff, 1965
- Cysteochila nitens (Drake & Poor, 1937)
- Cysteochila orta Drake & Maa, 1953
- Cysteochila oscitans Drake & Maa, 1953
- Cysteochila oscitantis Drake & Maa, 1953
- Cysteochila otaviana Drake, 1954
- Cysteochila pallens Horváth, 1915
- Cysteochila pelates Drake, 1963
- Cysteochila phae Drake & Ruhoff, 1961
- Cysteochila phiala Drake, 1957
- Cysteochila picta (Distant, 1903)
- Cysteochila pilosa Duarte Rodrigues, 1982
- Cysteochila poecilia Drake & Ruhoff, 1961
- Cysteochila ponda Drake, 1937
- Cysteochila prata Drake & Ruhoff, 1965
- Cysteochila propria Drake, 1958
- Cysteochila rhodesiae Drake, 1954
- Cysteochila rhomboidalis Linnavuori, 1977
- Cysteochila rubida Horváth, 1924
- Cysteochila rusti Deckert & Göllner-Scheiding, 2006
- Cysteochila rustica Drake, 1957
- Cysteochila senegalensis (Drake, 1954)
- Cysteochila seydeli Schouteden, 1953
- Cysteochila sordida (Stål, 1859)
- Cysteochila stricta (Bergevin, 1929)
- Cysteochila stysi Guilbert, 2008
- Cysteochila suensoni Drake, 1942
- Cysteochila suspecta Schouteden, 1953
- Cysteochila syscena Drake, 1960
- Cysteochila taiensis Duarte Rodrigues, 1988
- Cysteochila taifensis Péricart, 1979
- Cysteochila taprobanes Kirkaldy, 1908
- Cysteochila tarda Drake, 1954
- Cysteochila terminalis Drake, 1948
- Cysteochila theroni Rodrigues, 1990
- Cysteochila tingoides (Motschulsky, 1863)
- Cysteochila tombeuri Schouteden, 1923
- Cysteochila tonkouiana Duarte Rodrigues, 1982
- Cysteochila transvaalensis Duarte Rodrigues, 1982
- Cysteochila tricolor (Hacker, 1929)
- Cysteochila triseriata Duarte Rodrigues, 1982
- Cysteochila tumida Duarte Rodrigues, 1982
- Cysteochila tzitikamana Drake & Ruhoff, 1965
- Cysteochila umkomaasiana Duarte Rodrigues, 1982
- Cysteochila undosa Drake, 1942
- Cysteochila vadosa Drake, 1956
- Cysteochila vanzeijsti Duarte Rodrigues, 1988
- Cysteochila vicina Duarte Rodrigues, 1992
- Cysteochila visenda Drake & Poor, 1937
- Cysteochila vitilevuana Drake & Poor, 1943
- Cysteochila vota Drake, 1948
- Cysteochila wechinai Drake, 1954
- Cysteochila yeboensis Duarte Rodrigues, 1982
- Cysteochila yungana Drake & Maa, 1955
- Cysteochila zairensis Duarte Rodrigues, 1982
- Cysteochila zavattarii Mancini, 1953